# Обсада на Сен Пиер льо Мутие
Обсадата на Сен Пиер льо Мутие е част от Арманяк-бургундската гражданска война.

## Обсадата
Малкият град Сен Пиер льо Мутие бил сипно укрепен и имал дълбок ров. Според телохранителят на Жана д'Арк Жан д'Олон първоначално нападението се проваля, но Жана успява да предприеме ново „без много съпротива“. Съпротивата на обсадените е усилена, но въпреки това градът пада на щурм. Когато градът е превзет, Шарл VII удостоява Жана с благороднически сан.
На 24 август 1902 г. в града е открита статуя на Жана д'Арк.